# Eendragtspolder (Zuidplas)
De Eendragtspolder is een Nederlandse verveningspolder ten zuiden van het dorp Zevenhuizen in de Nederlandse gemeente Zuidplas (provincie Zuid-Holland). In de Eendragtspolder liggen een deel van de bebouwing van Zevenhuizen, een waterberging met de Willem-Alexander Baan, de Zevenhuizerplas en de Rotterdamse Vinex-wijk Nesselande.
De polder grenst in het westen aan de Rotte en de Rottemeren en in het noord-westen aan de Hennipsloot. In het noorden grenst de polder aan het hoger gelegen gedeelte van het dorp Zevenhuizen. In het oosten aan de Ringvaart van de Zuidplaspolder (het Zuideinde en de Groeneweg) en in het zuidoosten, gescheiden door de Huismanskade, aan de Prins Alexanderpolder. In het zuidwesten grenst de polder, gescheiden door de Vlietkade en de Vliet bij Oud Verlaat, aan de veel kleinere Nessepolder.
De Eendragtspolder wordt van west naar oost doorsneden door de Middelweg, een ca. 3,2 km lange, kaarsrechte weg.
Het maaiveld van de polder ligt gemiddeld 5,40 m onder NAP. De polder behoort tot het Hoogheemraadschap van Schieland en de Krimpenerwaard en wordt sinds 1927 bemalen door een elektrisch gemaal, dat ter hoogte van de Middelweg uitslaat op de Rotte.

## Geschiedenis
Oorspronkelijk was het gebied van de Eendragtspolder een veenmoeras dat boven de zeespiegel lag. In de middeleeuwen begon men het gebied door het graven van sloten te ontginnen voor de veeteelt. De sloten kwamen uit op de Rotte, die het water via de Maas naar zee afvoerde. Door de ontwatering klonk het veen in en de bodem kwam steeds lager te liggen. Om het land tegen het water te beschermen werden waterkeringen gebouwd in de vorm van kaden en verlaten (kleine ontwateringssluizen). Later werden er voor de ontwatering wipmolens in gebruik genomen. Stuksgewijs ontstond op deze wijze de toen zogenoemde Swanlasche polder (ook geschreven als Zwanlasche polder). De toponymie van Swanla is door C.A. Kuysten (1886-1968) uitgezocht en volgens hem is het een verbastering van Zwanenland. Deze veenpolder was door een verlaat (het Swanlasche verlaat) met de Rotte verbonden en werd door twee molens (de Oude- en Nieuwe Swanlasche molen) bemalen die uitsloegen op de Rotte. Het Swanlasche verlaat lag van de 15e eeuw tot 1760 in het huidige Oud Verlaat, iets ten noorden van waar nu Rottekade 32 is. De Oude Swanlasche molen stond van nog voor 1510 tot 1764 in de Vijfhuizen, daar waar nu de Bonk 4 is. De Nieuwe Swanlasche molen, ook de Meermolen genoemd, stond van 1612 tot 1828 aan de Rottemeren, in de bocht halverwege de Vijfhuizen en het Zevenhuizer Verlaat. Van 1410 tot 1612 stond er op deze plaats een wipmolen. In de Swanlasche polder lag in de 15e en 16e eeuw het Huis ter Duyn met het Zevenhuise bos (ook Reigerbos genoemd) van de adellijke familie Van der Duyn. Het bos was circa 26 ha. groot en zeer vermaard om de enorme hoeveelheden vogels die er broedden, zoals reigers, kwakken, lepelaars, duiven, kraaien en aalscholvers.
In de Swanlasche polder werd, zoals ook in de omliggende gebieden, turf gestoken en het niveau van de polder was mede hierdoor geleidelijk steeds lager komen te liggen. Toen men aan het einde van de 17e eeuw door middel van slagturven met de natte vervening begon, ontstonden er steeds uitgestrektere veenplassen en ten slotte was het deel ten westen van het Zuideinde één grote plas. Op een kaart van 1749 wordt dit deel nog steeds Swanlasche polder genoemd. Het deel van de polder ten oosten van het Zuideinde kwam door de ontvening in de veel grotere Zuidplas te liggen. Alle boerenbedrijven verloren voor onbepaalde tijd hun land.
In 1742 vroeg Hendrik van Oudheusden, ambachtsheer van Zevenhuizen, octrooi aan de Staten van Holland en West-Friesland tot bedijking en droogmaking van het westelijk deel van de voormalige Swanlasche polder. Tien jaar later, in 1752, ontving het ambachtsbestuur van Zevenhuizen het octrooi, vergezeld van een bedrag uit de afkoopkassen voor de droogmaking. Daarna werd begonnen met grondwerk en de bouw van twee molendriegangen aan het Zuideinde. De twee bovenmolens stonden direct aan het huidige Zuideinde en waterden uit in de Zuidplas aan de oostzijde van het Zuideinde.

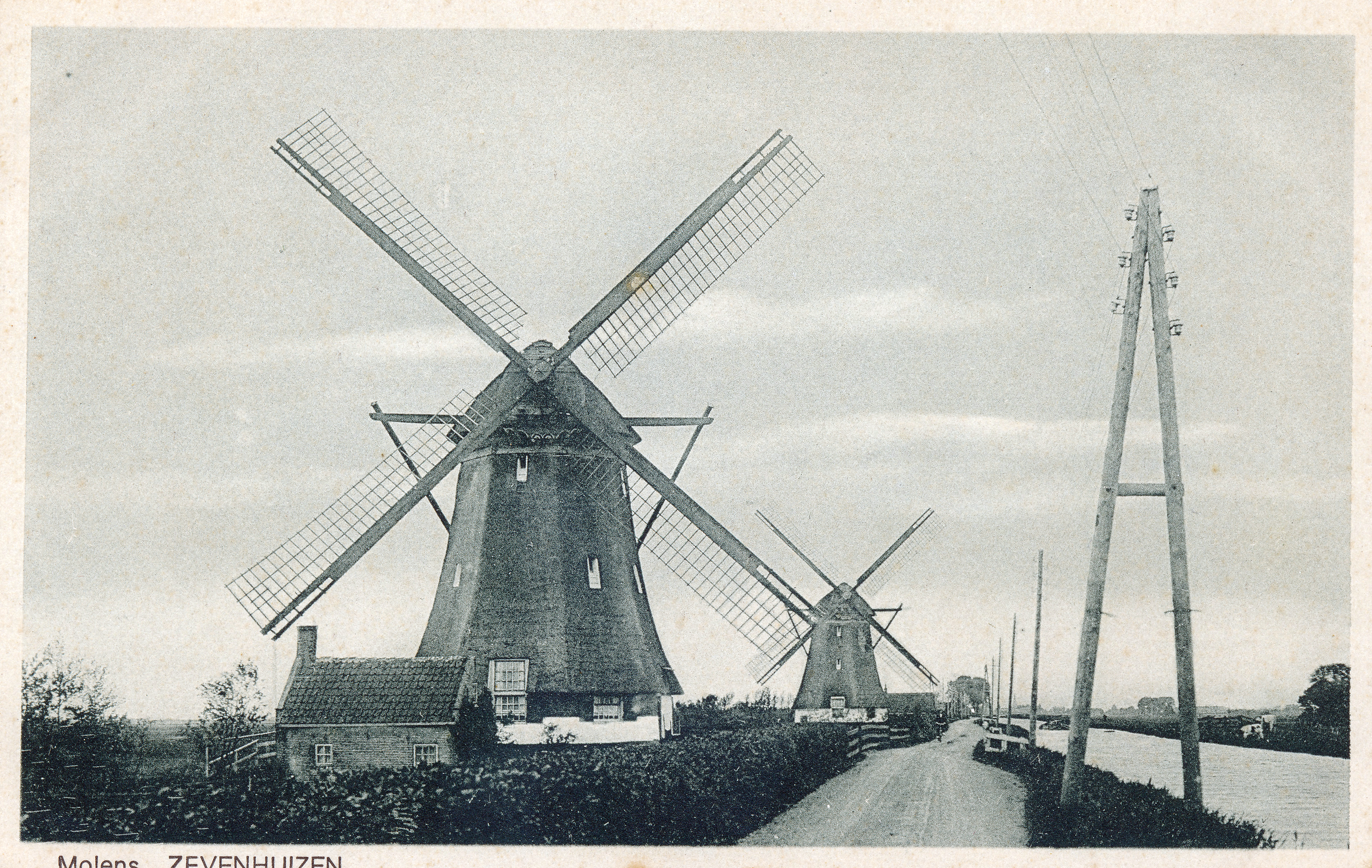
De twee bovenmolens van de Eendragtspolder omstreeks 1924

Deze molens staan er in afgeknotte vorm nog steeds en zijn bewoond. De onder- en middenmolens stonden meer westelijk in de polder. De molens kwamen tussen eind 1757 en begin 1760 gereed en in 1760 was het westelijk deel van de Swanlasche polder nagenoeg droog. In maart van dat jaar werd besloten dit deel voortaan Eendragtspolder te noemen. 
Tot 1970 was de Eendragtspolder, onderbroken door de inundatie van 1944-1945, uitsluitend een agrarisch gebied met maar enkele tuinbouwkassen in de Vijfhuizen en aan de Middelweg. In de jaren 1970 werd de Zevenhuizerplas aangelegd door zandwinning voor de Rotterdamse woonwijk Zevenkamp. Tot 1995 behoorde de Eendragtspolder tot het grondgebied van de gemeente Zevenhuizen-Moerkapelle. Ten behoeve van de bouw van de Vinex-wijk Nesselande is het poldergedeelte tussen de Middelweg en Wollefoppenweg overgedragen aan de gemeente Rotterdam. De Zevenhuizerplas werd door zandwinning voor deze wijk nog vergroot. In 2005 werd het elektrische poldergemaal uit 1926 vervangen door een nieuw gemaal, genoemd naar ir. J.M. Leemhuis-Stout, met nu twee centrifugaalpompen. In 2011 werd in de Eendragtspolder op het gebied van de (nieuwe) gemeente Zuidplas een waterberging gebouwd met twee aflaten, één aan de Rottemeren, dat Eendragter Verlaat genoemd wordt, en één aan de Hennipsloot bij het Zevenhuizer Verlaat. Ze heeft ten doel de waterbergingscapaciteit in het stroomgebied van de rivier de Rotte te vergroten en kan vier miljoen kubieke meter water opslaan. Binnen dit gebied werd eveneens een roeibaan, de Willem-Alexander Baan, aangelegd.

## Kaarten

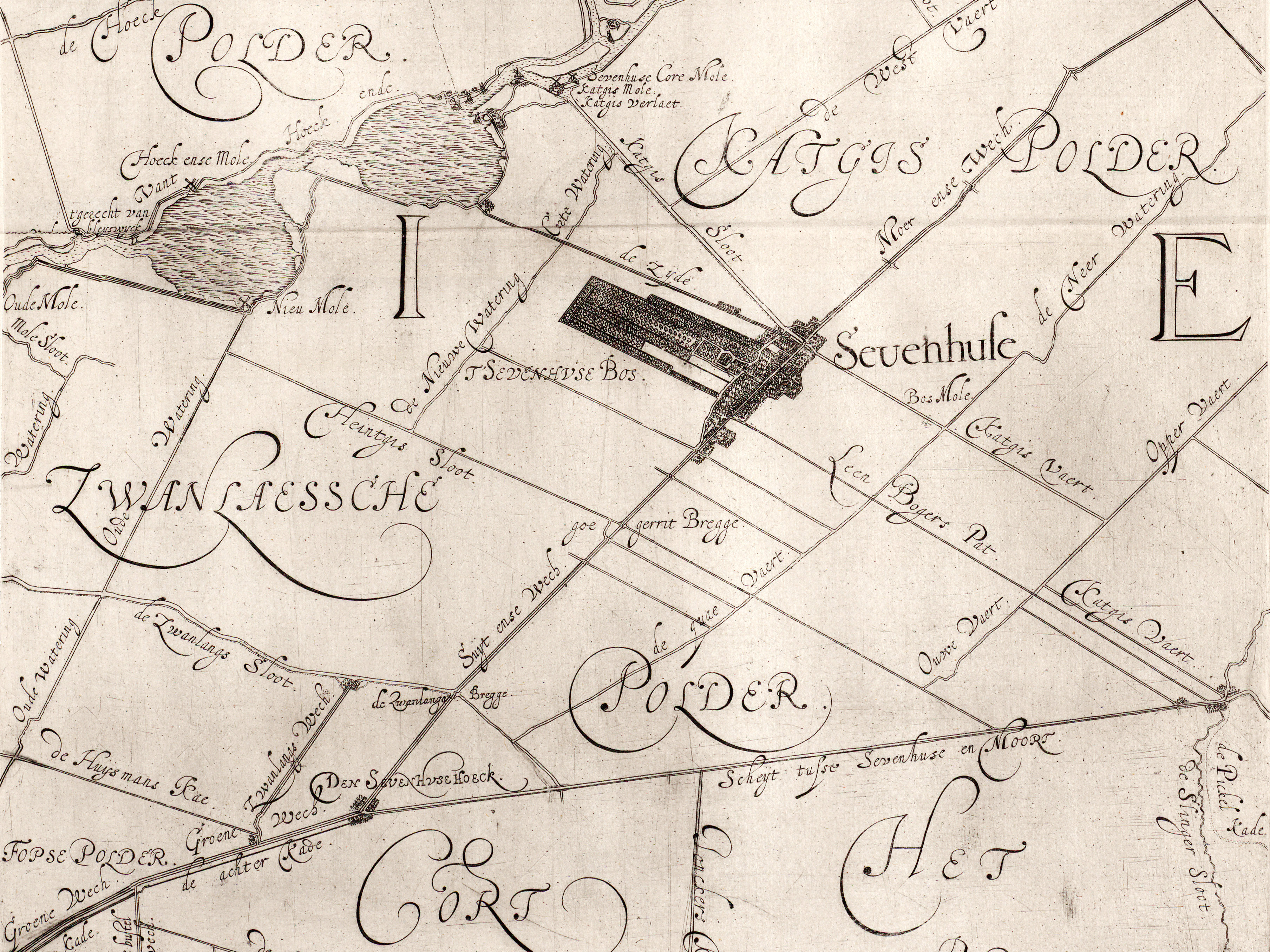
Swanlasche polder op een kaart van 1611, door Floris Balthasar
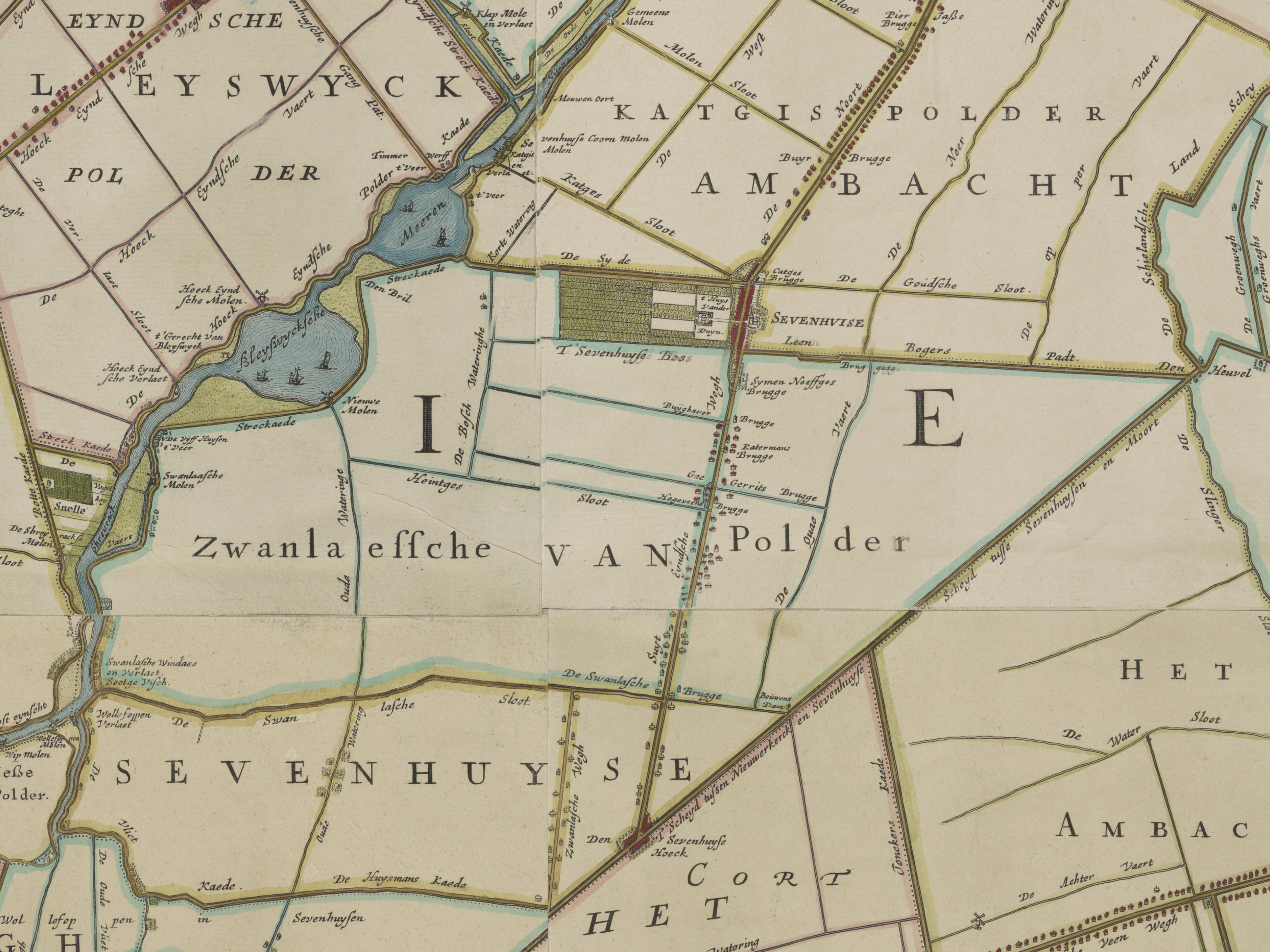
Swanlasche polder op een kaart van 1684, door Jan Stampioen
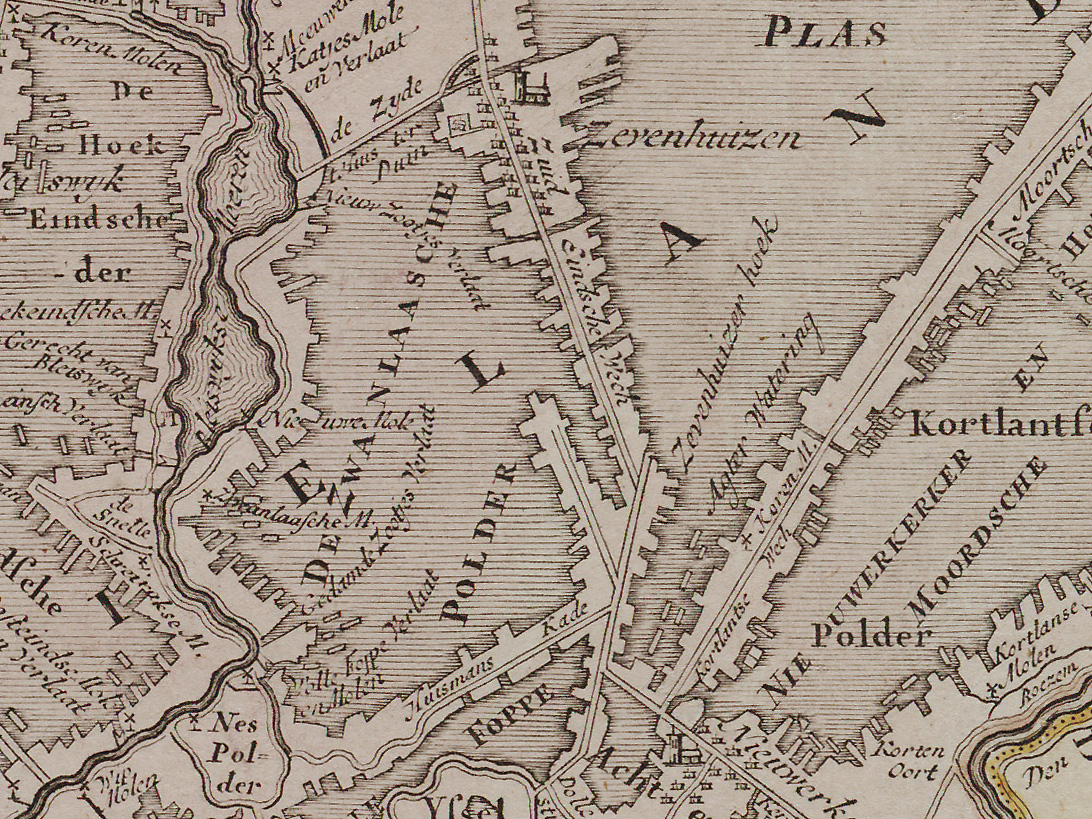
Swanlasche polder op een kaart van 1749, door Isaak Tirion
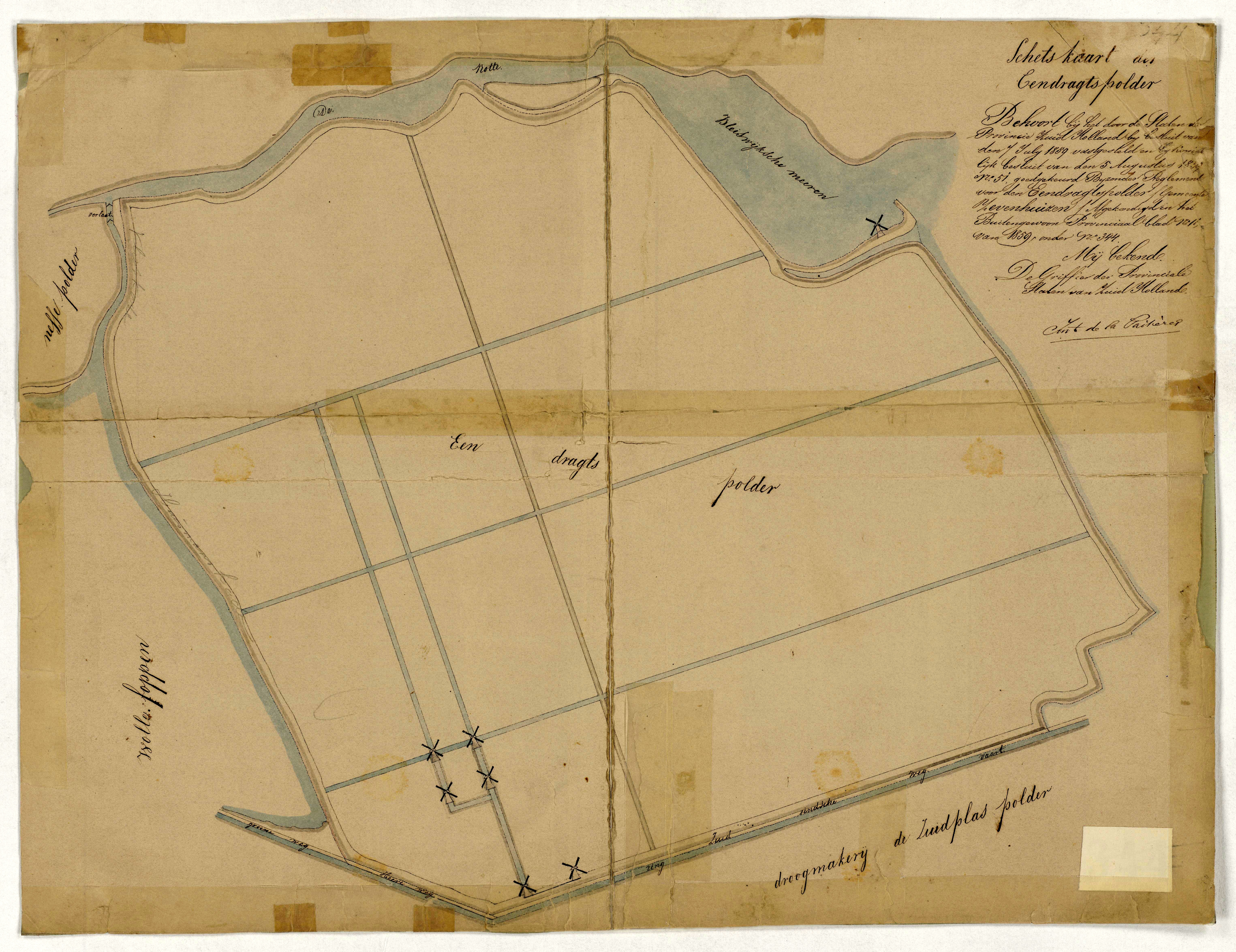
Eendragtspolder op een kaart van 1895

## Afbeeldingen

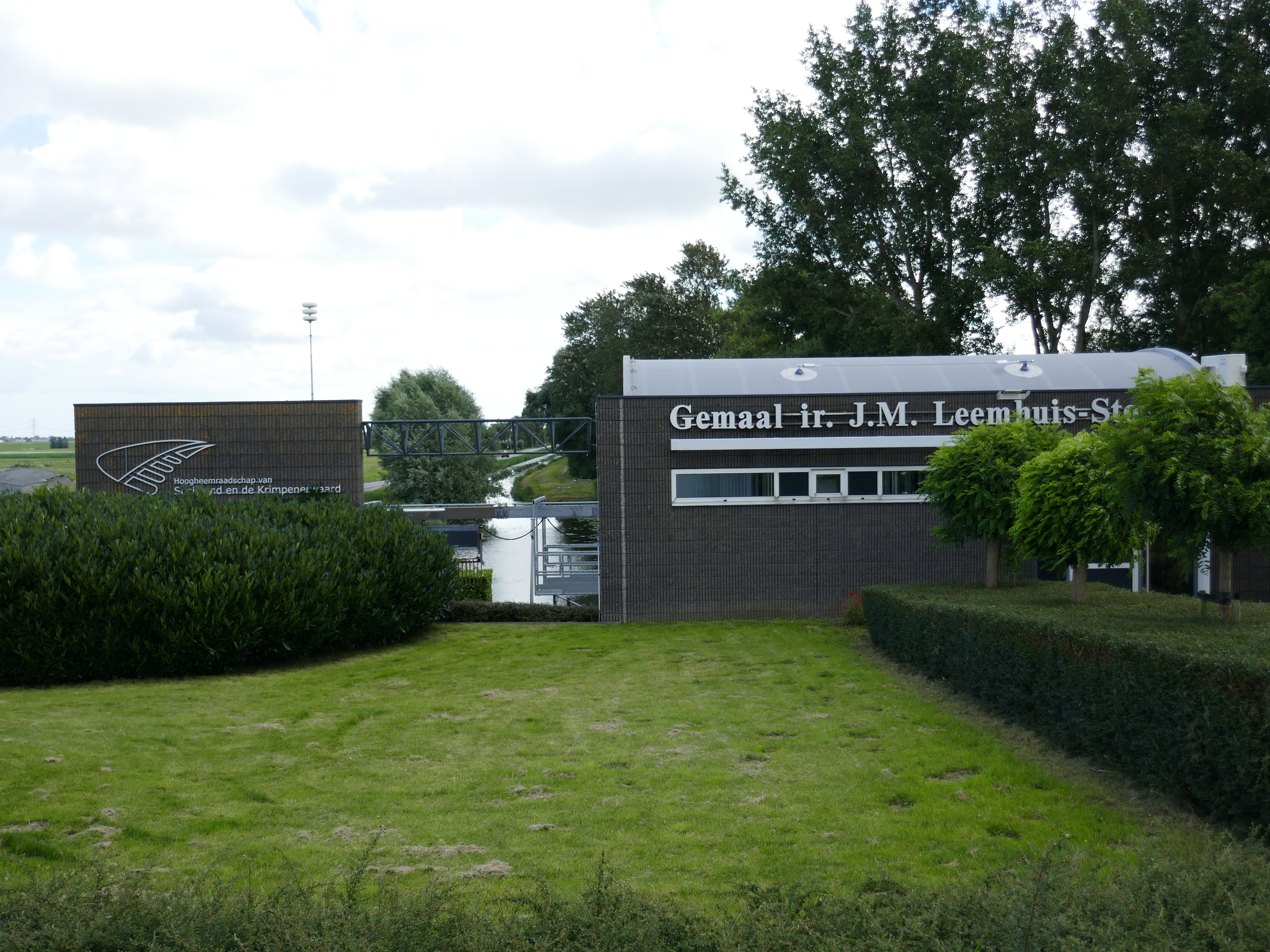
Gemaal ir. J.M. Leemhuis-Stout
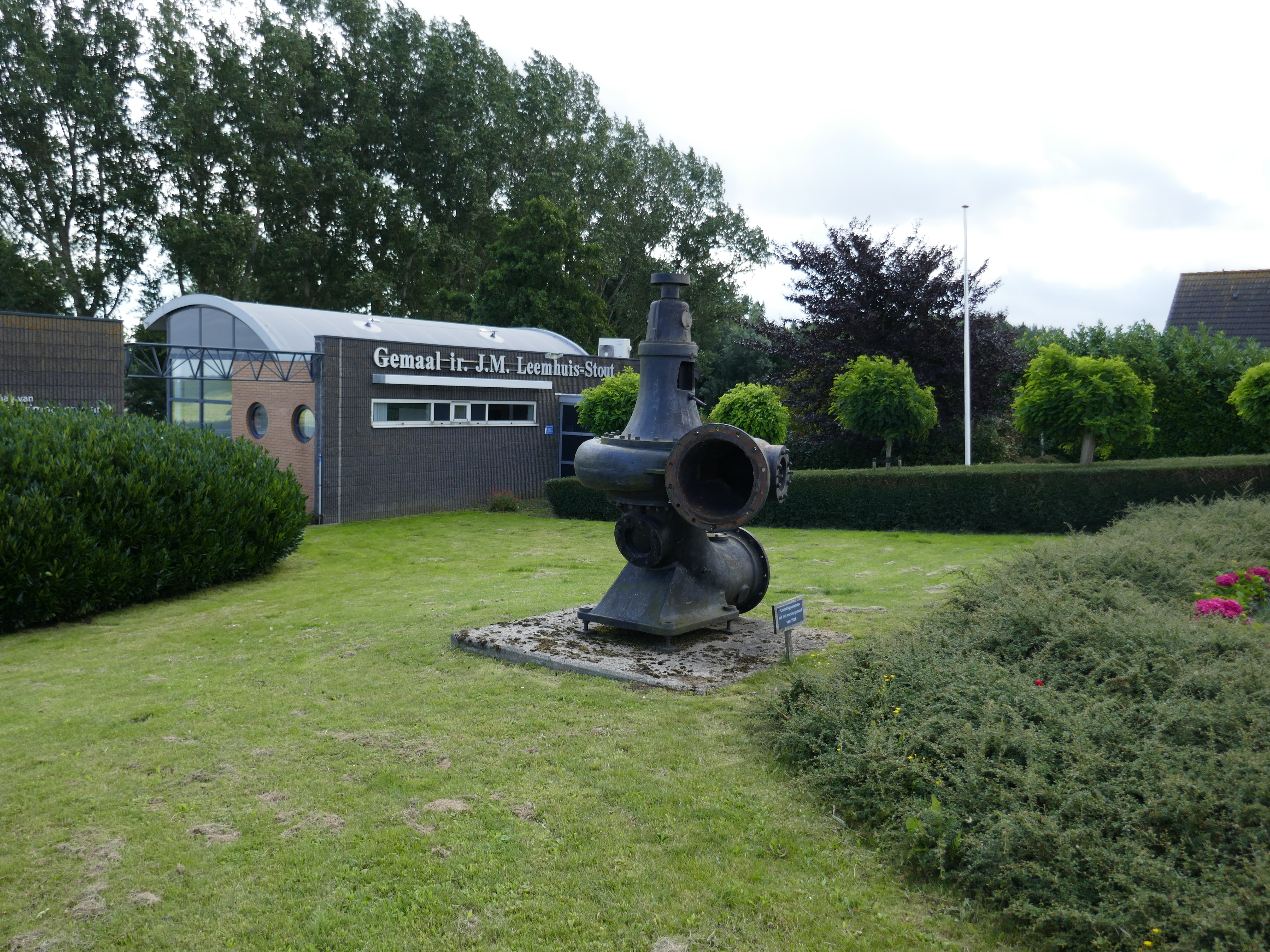
Centrifugaalpomp uit het eerste gemaal van 1926
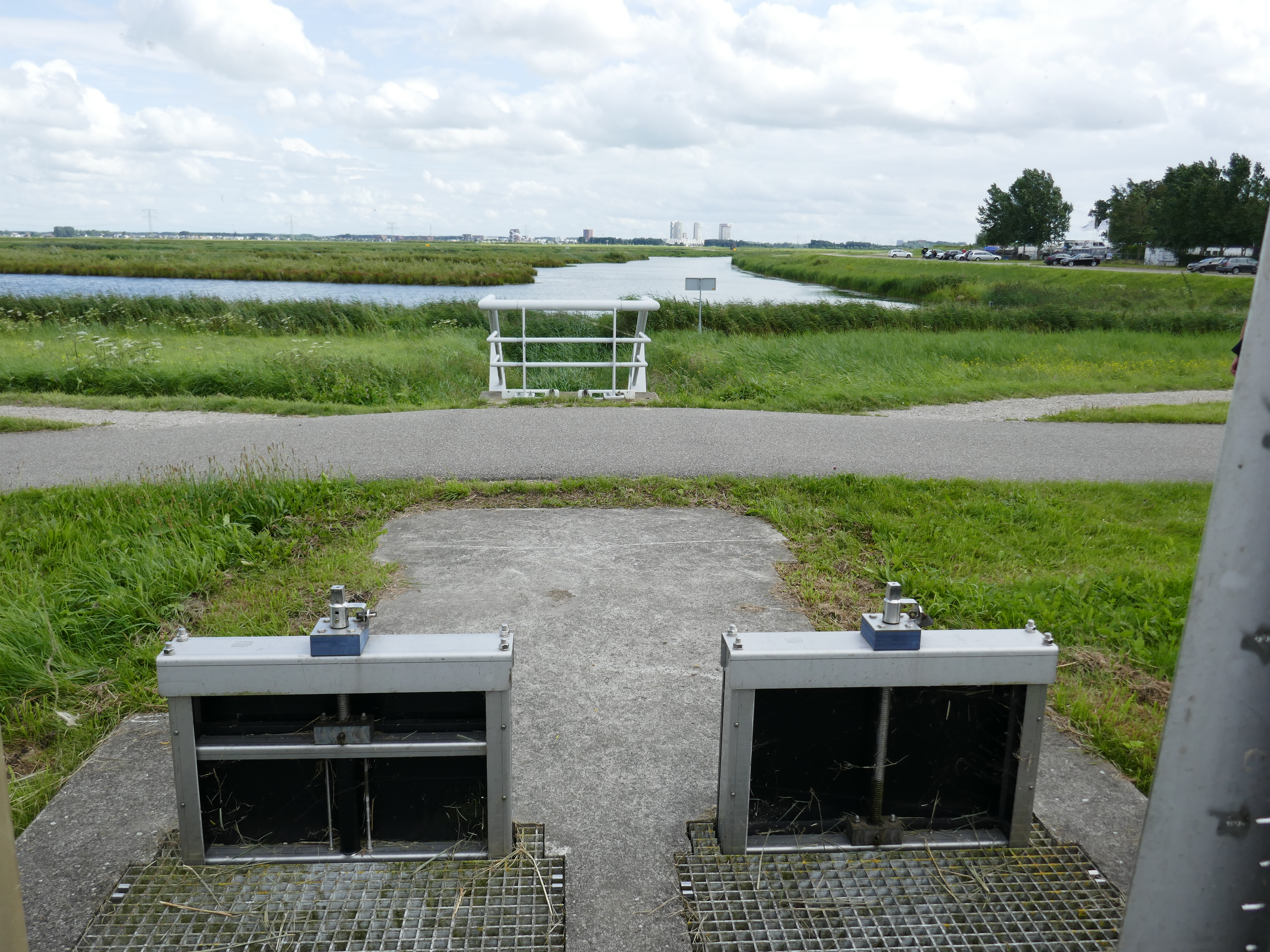
Aflaat aan de Hennipsloot
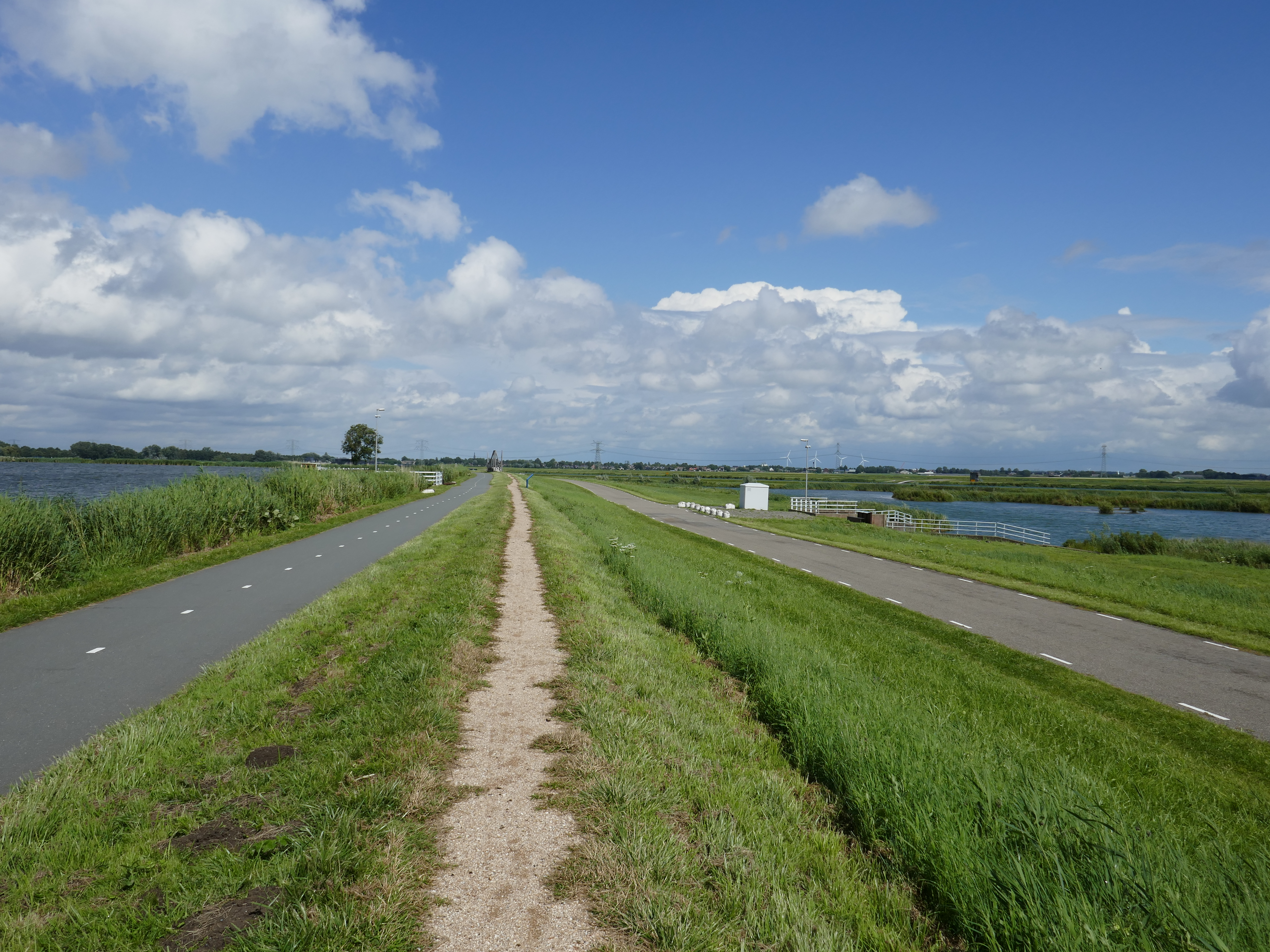
Aflaat aan de Rottemeren